# Giuseppe Zagarrio
Giuseppe Zagarrio (Ravanusa, 16 novembre 1921 – Firenze, 1º maggio 1994) è stato un poeta e critico letterario italiano.

## Biografia

### Anni giovanili
Poeta e critico, nato nel 1921 a Ravanusa nell'entroterra agrigentino, matura lì le prime esperienze letterarie e subisce il fascino delle prime letture.

A Ravanusa conduce i suoi primi studi ed impara ad amare la poesia alla scuola dello zio poeta Biagio Zagarrio. 

Il suo primo volumetto di liriche giovanili Il mito del pianto, pubblicato nel 1948, trae ispirazione dal profumo di zagara e mandorlo in fiore delle contrade agrigentine.
"…e potessi scordarmi dei compagni,

potessi ancora accendermi di Milici…"

(Giuseppe Zagarrio, Mìlici in: A questa terra non nostra)

### Formazione
Nel 1943 si laurea in lettere nell'Università di Palermo; ritorna quindi a Ravanusa, ai suoi studi, insegnando nel locale ginnasio “Verga”, fondato da lui assieme ad altri, oggi trasformato in scuola media statale.

Vincitore di diversi concorsi a cattedra di lettere nelle scuole medie, nel 1949 si trasferisce a Firenze — città che non abbandonerà mai più — per insegnare lettere italiane e latine nei licei.

Per la lunga residenza nel capoluogo toscano è stato spesso definito “fiorentino” dalla pubblicistica letteraria.

### Soggiorno a Firenze
A Firenze trascorre le ore libere nello studio ricavato da una vecchia soffitta di via Cairoli, da cui si scorgono le colline fiesolane, lontano dai rumori cittadini.
Frequenta l'ambiente della prima generazione ermetica, partecipando a mostre d'arte in veste di critico, promuovendo cenacoli culturali, collaborando con molte case editrici; gode dell'amicizia e della stima di letterati toscani come Mario Luzi, Alfonso Gatto, Oreste Macri, Romano Bilenchi, Piero Bigongiari, Leone Traverso, Alessandro Parronchi.
Nel 1955 dirige la collana di poesie “Presenze” dell'editore Leonardi di Bologna.
Vince il premio nazionale Città di Firenze 1955, per tre liriche pubblicate in riviste; dal 1957 al 1967 fa parte della giuria del premio “Città di Firenze” - prima come componente e poi come presidente - insieme a Luzi, Betocchi, Bigongiari e Sereni.
Fonda insieme a Gerola, Pignotti e Salvi, la rivista “Quartiere”, quaderno trimestrale di poesia, in vita dal 1958 al 1967, luogo di incontri e confronti, di fermento linguistico-ideologico, politico e culturale.
Collabora a Officina, Verri, Nuova corrente, Tempo presente, Palatina, La situazione, Il contempo-raneo, Cenobio e ad altre riviste.
Dal 1965 è redattore della rassegna di poesia per “Il ponte”, dove recensisce Sciascia, Gori, Gagliano, Buttitta, Cattafi, Crimi, Frezza, Torrisi, Addamo. 
Giuseppe Zagarrio partecipa, scrivendo interventi e testi poetici, al movimento letterario, artistico e culturale “Antigruppo”, nato in Sicilia nel 1966, e pubblica nel nord Italia numerose antologie per le scuole medie superiori, dove sono state inserite opere dell'Antigruppo.
Cessate le pubblicazioni di “Quartiere”, fonda, insieme a Favati la rivista “Quasi” (1968-1971), pubblicando importanti analisi sull'evoluzione del linguaggio e sugli sviluppi della poesia contemporanea.
Dal 1972 al 1974 è titolare di una rubrica sulla rivista trimestrale di filosofia e cultura “Aut".

### La morte
Muore a Firenze il primo maggio 1994.

## Poetica
Giuseppe Zagarrio ha iniziato la sua attività nel secondo dopoguerra e, in armonia con i maggiori poeti della sua generazione, ha dedicato la sua vita al rinnovamento dei linguaggi letterari in Italia.
La poetica di Zagarrio, sensibile al dialogo con le correnti letterarie del tempo, è un'esperienza “a mosaico”, e, infatti, durante gli anni '50 e '60 esprime e rappresenta “l'uomo di pena” (Ungaretti), la “necessità di amicizia” (Saba), “il non essere e il non volere” (Montale) e la lacerazione tra mito ed esodo (“Terra, mia terra che ho abbandonata non so perché…”) di stampo quasimodiano.
Questi i temi del poeta, che propone un viaggio insieme ai suoi compagni attraverso il Novecento, viaggio compiuto senza perdere la consapevolezza della propria individualità.
L'opera di Zagarrio, poeta e critico della poesia, guarda con occhio acuto il mondo, l'uomo e la storia, e altro non è che una cronaca della coscienza, quella propria e quella dei poeti da lui esaminati, tappa dopo tappa, in una continua tensione.
La prima tappa corrisponde alla raccolta di poesie Le stagioni di maggio, una piccola raccolta in cui il giovane scrittore collega le emozioni familiari, l'immagine della madre e del padre, alla realtà storica della guerra, e a Questa terra non nostra, una narrazione dell'esistenza eseguita dalla memoria affettiva.
“Effusioni soggettive - scrive Mario Luzi - della prima giovinezza la quale fruisce (…) di un periodo mitopoietico molto fortunato che accosta tra loro, fino a una desiderata fusione, grecità e Sicilia”.
Giuseppe Zagarrio recupera le preziose atmosfere del tempo perduto, e le sue poesie raccontano l'amore, l'amicizia, la famiglia, il paesaggio. Ma ciò che predomina nell'indole intellettuale di Zagarrio è la vicinanza ai problemi umani, ovvero una coscienza impegnata con il dramma socio-esistenziale-politico, nel quale rientrano anche le vicende della sua Ravanusa, rievocate e rappresentate nel lungo e denso racconto Ravanusa negli anni della mia preistoria.
Gli interessi umani di Zagarrio si delineano in un clima di meditazione, tra emergenze di cronaca e proposte teoriche, tra dubbio e verità, tra malinconia e speranza, con un linguaggio contemporaneamente classico e moderno.
È indicativa al riguardo, la poesia Il mio feudo nella quale il poeta contrappone alla realtà socio-economica dei padroni agrari e dei latifondisti quella dei nuovi feudatari, primi fra tutti lo Stato e la Cassa del Mezzogiorno.
Per Zagarrio la scelta è il punto decisivo in cui il poeta è uomo e deve prendere una posizione. O si è da una parte o dall'altra. “E Zagarrio sta sin dall'inizio dalla parte dell'utopia, contro i potenti e anche contro i poeti che si vendono ai potenti”.
La sua è una linea di rigore etico-poetico, che si ribella alla tradizione linguistica e rimuove i comportamenti conformisti, alla quale risponde fedelmente il poemetto storico Le ricamatrici della kalsa, libro in cui convergono “cultura ispanica, classicità greco-latina, gotico dantesco, simbolismo novecentesco e impegno civile”.
Moltissimi giovani scrittori della generazione successiva (la quinta) sono stati beneficiari della sua ampia progettualità, che emerge nella rivista “Quartiere” fondata nel 1958 insieme a Gino Gerola, Lamberto Pignotti e Sergio Salvi, sorgente di idee, terreno fertile per i giovani e centro di ricomposizioni generazionali che propose “il recupero della ragione come elemento di tutti i possibili dubbi e le improbabili speranze”.
A partire dalla pubblicazione della silloge Tra il dubbio e la ragione la sua parola diventa più energica e rende fedelmente il disagio del poeta. In questa raccolta di liriche la ragione trova la sua vitalità nella dialettica degli opposti: dubbio-certezza. Condizione che accende la ricerca “sempre aperta e decisa”, che ha come luogo la coscienza e come esito una poesia - come lo stesso Zagarrio la definisce - “interlocutoria”.
La coscienza, quindi, consuma la sua vicenda in una drammatica tensione di tipo dialettico, generando un universo a dimensioni binarie: tempo/spazio, reale/surreale, ontologico/effimero, che risponde al progetto del poeta di risolvere il problema dell'esistenza perché ne concepisce l'ambiguità in quanto necessità logica degli opposti, in cui la ragione si allena a credere nel potere salvifico della poesia.
Un luogo di confluenza di queste spinte di contrasto è il poemetto Cronaca della coscienza davanti a una morte positiva dove si consuma un dramma, tutto a carico della coscienza che è testimone allibita della trasfigurazione del padre ad opera della morte, dove dubbio/ragione, grido/silenzio, disperazione/speranza si avventano sul dolore del poeta.
“…ma il dolore
dove metti il dolore? 

E tu pensa all'altro dolore a quello ingiusto ed evitabile il dolore 

ghetto o lager il muro dolore…”

(Giuseppe Zagarrio, Cronaca di una coscienza davanti a una morte positiva)
Per salvarsi dalla morte che mortifica la coscienza, per salvare la poesia, Zagarrio recupera le parole “costruire, ritessere, rinascere, resistere, insistere, ricominciare”.
L'ultimo suo saggio, Quel cormorano, uscito dopo la sua morte, è una delle tappe più significative della appassionata e a volte accurata cronaca della coscienza, come vicenda altamente poetica e umana. Ma è anche l'occasione di fare il punto sulla funzione della poesia, della quale ribadisce il valore non soltanto come linguaggio, ma anche come “strumento importantissimo” per scoprire una propria verità fondamentale, sebbene invisibile.
Il cormorano, l'uccello morto per inquinamento, al quale si ispira il poemetto che fa da premessa alla trattazione, è una metafora-accusa degli “equilibri precari” della poesia in continuo pericolo di “morte”.
E tuttavia in Giuseppe Zagarrio vi è una certezza interiore, che è fede nell'uomo e nella grazia dell'intelligenza, che lo porta ad affermare ancora una volta che “questa morte non avverrà. Sino a quando ci sarà un'essenza umana, ci sarà poesia”.
Zagarrio si collega a diverse aree generazionali, ed esclude ogni riduzione in ambiti e poetiche univoche, nel saggio Febbre, furore e fiele, scrive che "gli approcci rigidi sono fuorvianti. Nell'interpretazione, inevitabili forzature potrebbero viziare la lettura degli autori e tradirne il mondo".
“Noi pensiamo” scrive Zagarrio “che ci sarà sempre una misura perenne della poesia, (…) al di là degli anni, comunque si articoli la civiltà neoatomica, poiché è il sublime ulteriormente ripetibile a cui l'uomo, perché tale, non saprà, né potrà mai rinunciare. Noi crediamo a tale altissimo valore della poesia: perciò abbiamo ingaggiato, e non da ora, la bella battaglia che ha per noi valore di vocazione.” (“Quartieri e dintorni”)

## Opere

### Poesia
- Il mito del pianto, Agrigento, Akragas, 1948.
- Le stagioni di maggio, Roma, il Canzoniere, 1953.
- A questa terra non nostra, Bologna, Luigi Leonardi, 1956.
- Le ricamatrici della kalsa, Firenze, “Quartiere”, 1959.
- Tra il dubbio e la ragione, Caltanissetta-Roma, Sciascia, 1963.
- Pensare per immagini nell’antologia Antigruppo ’73, Catania, Di Maria, 1973 (a cura di S. Calì).
- Eppure… Autoantologia della poesia 1947-1991, Ponte alle Grazie, Firenze, 1993.
- Poesie sparse, non raccolte in volume si trovano in “Quartiere”, “Quasi”, “Letteratura”, “Il Bimestre”, “Impegno '70”, "Cronorama", "Pianura", “Barbablù”, “Collettivo R”.

### Saggi
- Storia della Sicilia dal Mille ad oggi, Bologna, Leonardi, 1955.
- Verga, Bologna, Leonardi, 1956.
- Ricerca e poesia nell’opera poetica di G.A. Cesareo, Firenze, ist. Duca D'Aosta, 1957.
- Franco Fortini, l’ultima maschera, Firenze, “Quartiere”, 1964.
- Sicilia e poesia contemporanea, Caltanissetta-Roma, Sciascia, 1964.
- Struttura e impegno, la poesia, Firenze, “Quartiere”, 1966.
- Mario Luzi, Firenze, La Nuova Italia, 1968.
- Salvatore Quasimodo, Firenze, La Nuova Italia, 1968.
- Poesia tra editoria e anti, Firenze, Il Ponte, 1971.
- Vittorio Sereni, Roberto Roversi, Gianni Toti in Letteratura italiana. Il Novecento, Milano, Marzorati, 1979.
- Linguaggio e categoria della sicilitudine,il contributo dei siciliani alla poesia italiana d’oggi, Palermo, Centro Pitrè, 1980.
- Febbre, furore e fiele: repertorio della poesia italiana contemporanea, Milano, Mursia, 1983.
- Quartiere e dintorni. Discorso sulla poesia italiana degli anni sessanta, Foggia, Bastogi, 1993.
- Quel Cormorano: esemplari del linguaggio poetico contemporaneo anni ‘ 80 -’90 , Ragusa, Libro italiano, 1994.

### Riviste
- Quartiere, Quaderno trimestrale di poesia, Firenze, 1958-1968, fondato con Gerola, Pignotti e Salvi.
- Quasi, Quadrimestrale di testi poetici e altre approssimazioni, Firenze, 1971, fondato con Giuseppe Favati.

### Antologie
- L’Espressione, Rimini, ODCU, 1952.
- Linee critiche della letteratura italiana, Bologna, ed. ODCU, 1955.
- Tavola Rotonda: antologia di letture italiane e straniere, Firenze, La Nuova Italia, 1969. (con Tommaso Di Salvo)
- La cultura delle regioni, Firenze, La Nuova Italia, 1970. ( Di Salvo)
- L’Ulisse: antologia di letture epiche, Firenze, La Nuova Italia, 1971. (con Tommaso Di Salvo)
- Nuove Ipotesi: antologia di letture, Firenze, La Nuova Italia, 1974. ( Di Salvo)
- Forma e Realtà: antologie di letture italiane e straniere dal Settecento al Novecento, Firenze, La Nuova Italia, 1979. (con Tommaso Di Salvo)Giuseppe Zagarrio in Letteratura italiana 900, fascicolo XI: Gli scrittori e la cultura letteraria nella società italiana, Tomo secondo di Franco Manescalchi, collana diretta da Gianni Grana, Marzorati , Milano 1989Bibliografia
- LIBRO T: antologia per la scuola media, Sansoni, 1977. ( Di Salvo)

## Riconoscimenti
Il comune di Ravanusa gli ha dedicato la biblioteca comunale e, nel 2004 anche una piazza, luogo di ritrovo delle famiglie ravanusane.